# Campeonato de Grecia de Ciclismo en Ruta
Los Campeonatos de Grecia de Ciclismo en Ruta se organizan anualmente desde el año 2000 para determinar el campeón ciclista de Grecia de cada año. El título se otorga al vencedor de una única carrera. El vencedor obtiene el derecho a portar un maillot con los colores de la Bandera de Grecia hasta el Campeonato de Grecia del año siguiente.
El corredor más laureado es Ioannis Tamuridis, con cinco victorias.

## Palmarés

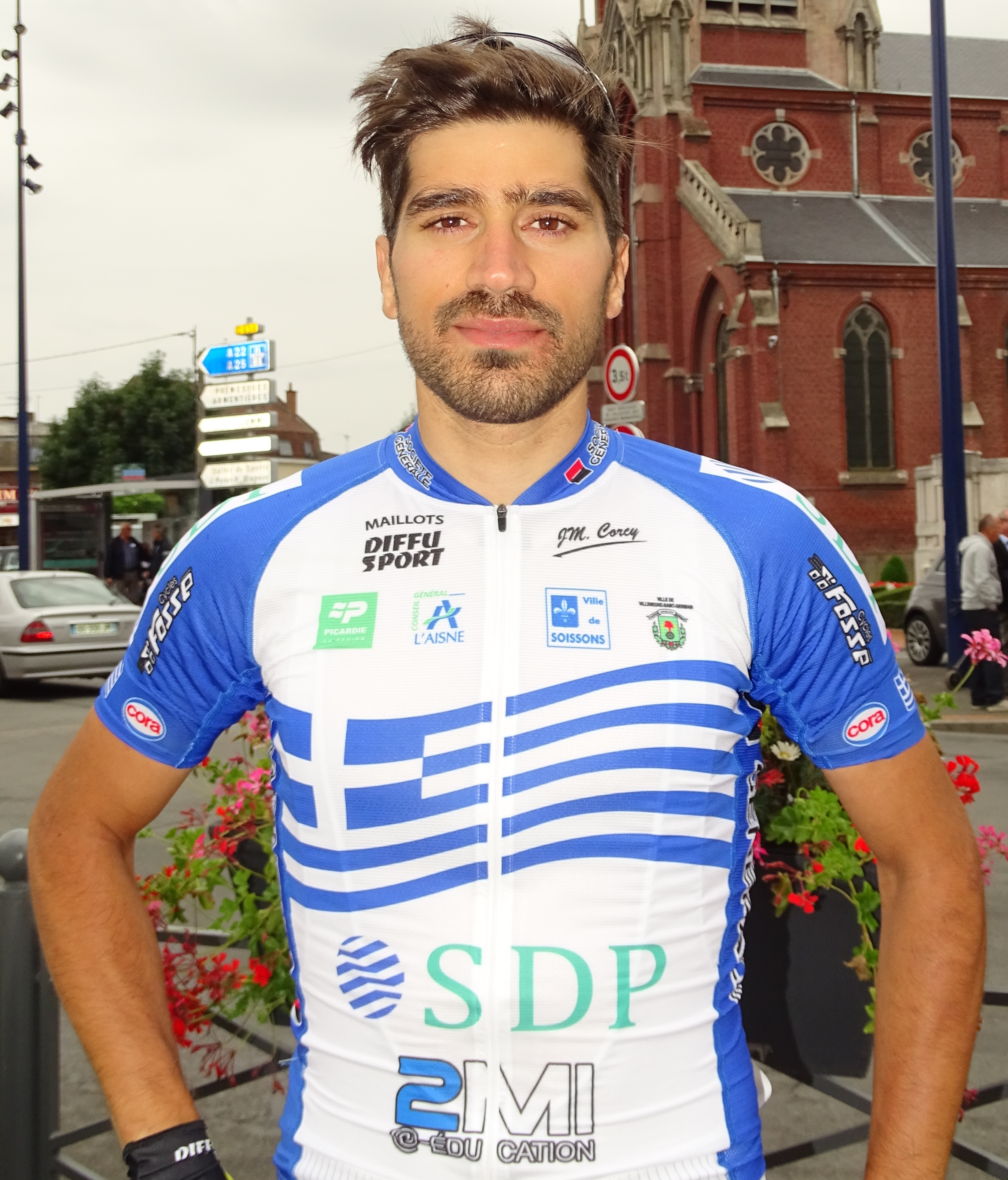
Polychrónis Tzortzákis campeón en 2015.

| Año  | Ganador                | Segundo                         | Tercero                         |
| 2000 | Vasilis Anastopoulos   | Panayotis Marentakis            | Iosif Dalezios                  |
| 2001 | Vasilis Anastopoulos   | Panayotis Marentakis            | Markos Moraïtakis               |
| 2002 | Markos Moraïtakis      | Andreas Markakis                | Dimitris Dimitrakopoulos        |
| 2003 | Panayotis Marentakis   | Iosif Dalezios                  | Manolis Kotoulas                |
| 2004 | Vasilis Anastopoulos   | Minas Malatos                   | Vasilis Krommydas               |
| 2005 | Vasilis Anastopoulos   | Elpidoforos Potouridis          | Ioannis Tamouridis              |
| 2006 | Ioannis Tamouridis     | Orestis Andriotis               | Vasilis Anastopoulos            |
| 2007 | Periklis Ilias         | Nikolaos Kaloudakis             | Georgios Tentsos                |
| 2008 | Nikolaos Kaloudakis    | Georgios Skalidakis             | Alexandros Mavridis             |
| 2009 | Ioannis Drakakis       | Dimitrios Gkaliouris            | Vasilis Anastopoulos            |
| 2010 | Ioannis Tamouridis     | Polychrónis Tzortzákis          | Neofytos Sakellaridis           |
| 2011 | Ioannis Tamouridis     | Neofytos Sakellaridis           | Polychrónis Tzortzákis          |
| 2012 | Ioannis Drakakis       | Geórgios Boúglas                | Charálampos Kastrantás          |
| 2013 | Ioannis Tamouridis     | Geórgios Boúglas                | Apostolos Bouglas               |
| 2014 | Geórgios Boúglas       | Apostolos Bouglas               | Ioannis Tamouridis              |
| 2015 | Polychrónis Tzortzákis | Ioannis Tamouridis              | Stylianós Farantákis            |
| 2016 | Ioannis Tamouridis     | Polychrónis Tzortzákis          | Stylianós Farantákis            |
| 2017 | Charálampos Kastrantás | Stylianós Farantákis            | Polychrónis Tzortzákis          |
| 2018 | Polychrónis Tzortzákis | Stylianós Farantákis            | Charálampos Kastrantás          |
| 2019 | Stylianós Farantákis   | Polychrónis Tzortzákis          | Periklis Ilias                  |
| 2020 | Periklis Ilias         | Stylianós Farantákis            | Polychrónis Tzortzákis          |
| 2021 | Georgios Boutopoulos   | Nikolaos Drakos                 | Panagiotis Christopoulus-Heller |
| 2022 | Geórgios Boúglas       | Panagiotis Christopoulus-Heller | Polychrónis Tzortzákis          |
| 2023 | Geórgios Boúglas       | Nikolaos Drakos                 | Charálampos Kastrantás          |
| 2024 | Nikiforos Arvanitou    | Geórgios Boúglas                | Emiliano Vila                   |
| 2025 | Nikiforos Arvanitou    | Geórgios Boúglas                | Miltiadis Giannoutsos           |